# Julia Cohen
Julia Cohen (ur. 23 marca 1989 w Filadelfii) – amerykańska tenisistka.

## Informacje
Julia urodziła się 23 marca 1989 roku w Filadelfii. Jej oficjalnym trenerem jest jej ojciec, Richard Cohen. Ma starszego brata, Josha, który jest jej stałym sparingpartnerem. Podczas nieobecności ojca to właśnie Josh Cohen przejmuje funkcję trenera Julii. Podczas turniejów Julii towarzyszy jej matka, Nancy.
W 2010 roku Julia Cohen przerwała studia na University of Pennsylvania, aby zostać profesjonalną tenisistką. Jej ulubioną nawierzchnią jest mączka, na której wygrała pięć imprez z cyklu ITF.

## Osiągnięcia tenisowe
Julia Cohen zajmowała 7. miejsce w rankingu juniorek ITF. Jako juniorka dotarła do finału gry podwójnej podczas juniorskiego Australian Open 2007, grając w parze z Urszulą Radwańską.
Jednokrotnie dochodziła do finału w turniejach rangi WTA Tour – w 2012 roku w Baku, gdzie pokonała ją Bojana Jovanovski.
Cohen najwyżej sklasyfikowana w rankingu singlowym była na 97. miejscu (30 lipca 2012).

## Finały turniejów WTA
| Legenda                     | Legenda |
| --------------------------- | ------- |
| Wielki Szlem                |         |
| Igrzyska olimpijskie        |         |
| WTA Tour Championships      |         |
| 2009 – 2020                 |         |
| WTA Premier Mandatory       |         |
| WTA Premier 5               |         |
| WTA Premier                 |         |
| WTA International Series    |         |
| WTA 125K series (2012–2020) |         |

### Gra pojedyncza
| Końcowy wynik | Nr | Data          | Turniej | Nawierzchnia | Przeciwniczka     | Wynik finału |
| ------------- | -- | ------------- | ------- | ------------ | ----------------- | ------------ |
| Finalistka    | 1. | 28 lipca 2012 | Baku    | Twarda       | Bojana Jovanovski | 3:6, 1:6     |

## Wygrane turnieje rangi ITF

### Gra pojedyncza
|    | Data       | Turniej         | Kat. | Finalistka               | Wynik         |
| 1. | 31/08/2004 | Meksyk          | ITF  | Maria-Jose Lopez-Herrera | 6:4, 6:4      |
| 2. | 07/12/2009 | Xalapa-Enríquez | ITF  | Gira Schofield           | 5:7, 6:2, 7:5 |
| 3. | 25/07/2010 | Waterloo        | ITF  | Fatima an-Nabhani        | 1:6, 7:5, 7:5 |
| 4. | 09/10/2011 | Erywań          | ITF  | Andrea Koch-Benvenuto    | 7:6, 6:2      |
| 5. | 11/12/2011 | Buenos Aires    | ITF  | Romana Tabaková          | 7:5, 6:3      |

### gra podwójna
|    | Data       | Turniej   | Kat. | Partnerka       | Finalistki                          | Wynik          |
| 1. | 05/09/2009 | Celeya    | ITF  | Vivian Segnini  | Anastasia Kharchenko Nathalia Rossi | 6:1, 6:4       |
| 2. | 24/04/2010 | Poza Rica | ITF  | Lauren Albanese | Macall Harkins Vivian Segnini       | 6:3, 7:6(6)    |
| 3. | 20/11/2011 | Asunción  | ITF  | Tereza Mrdeža   | Ailen Auroux María Irigoyen         | 6:3, 2:6, 10-5 |
| 4. | 21/04/2013 | Dothan    | ITF  | Tatjana Maria   | Irina Falconi María Sanchez         | 6:4, 4:6, 11-9 |

## Finały juniorskich turniejów wielkoszlemowych

### Gra podwójna (1)
| Końcowy wynik | Rok  | Turniej         | Nawierzchnia | Partnerka         | Przeciwniczki                     | Wynik finału  |
| Finalistka    | 2007 | Australian Open | Twarda       | Urszula Radwańska | Jewgienija Rodina Arina Rodionowa | 6:2, 3:6, 1:6 |